# Wysoki Dwór (gmina)
Gmina Wysoki Dwór (lit. Aukštadvario seniūnija) – gmina w rejonie trockim okręgu wileńskiego na Litwie. Ośrodkiem administracji jest miasteczko Wysoki Dwór, które zamieszkuje 1/3 ludności gminy.
W roku 2001 spośród 2786 mieszkańców 76,7% stanowili Litwini, 20,3% Polacy i 1,9% Rosjanie.